# Ain Aicha
Ain Aicha (àrab عين عائشة) és una comuna rural de la província de Taounate de la regió de Fes-Meknès. Segons el cens de 2014 tenia una població total de 25.417 persones.